# Henri Bellechose

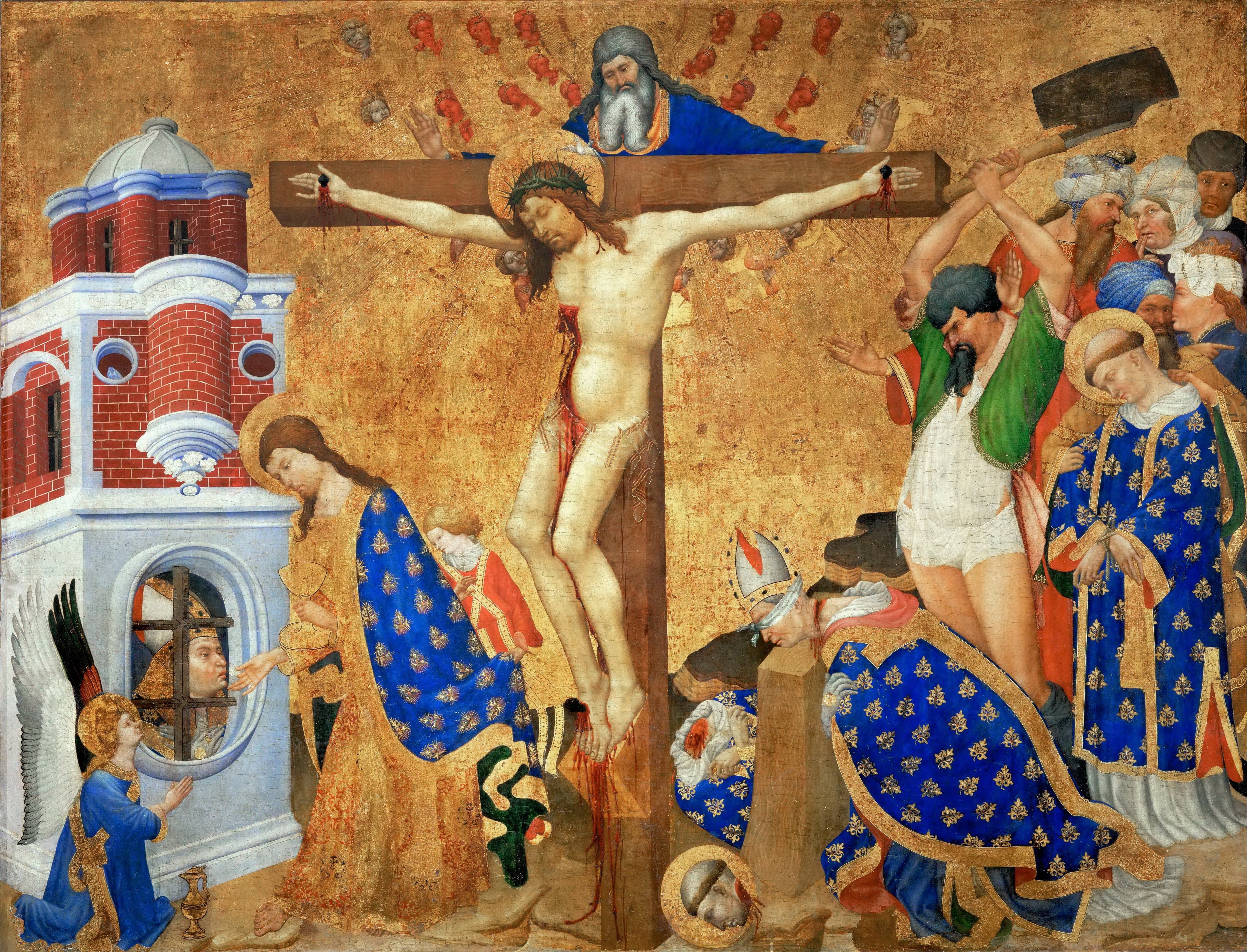
La Última Comunión y Martirio de San Denis, por Henri Bellechose, 1416.

Henri Bellechose (fl. 1415; murió antes del 28 de enero de 1445) fue un pintor de estilo gótico internacional de los Países Bajos meridionales (algunas fuentes dicen Flandes). 

## Vida

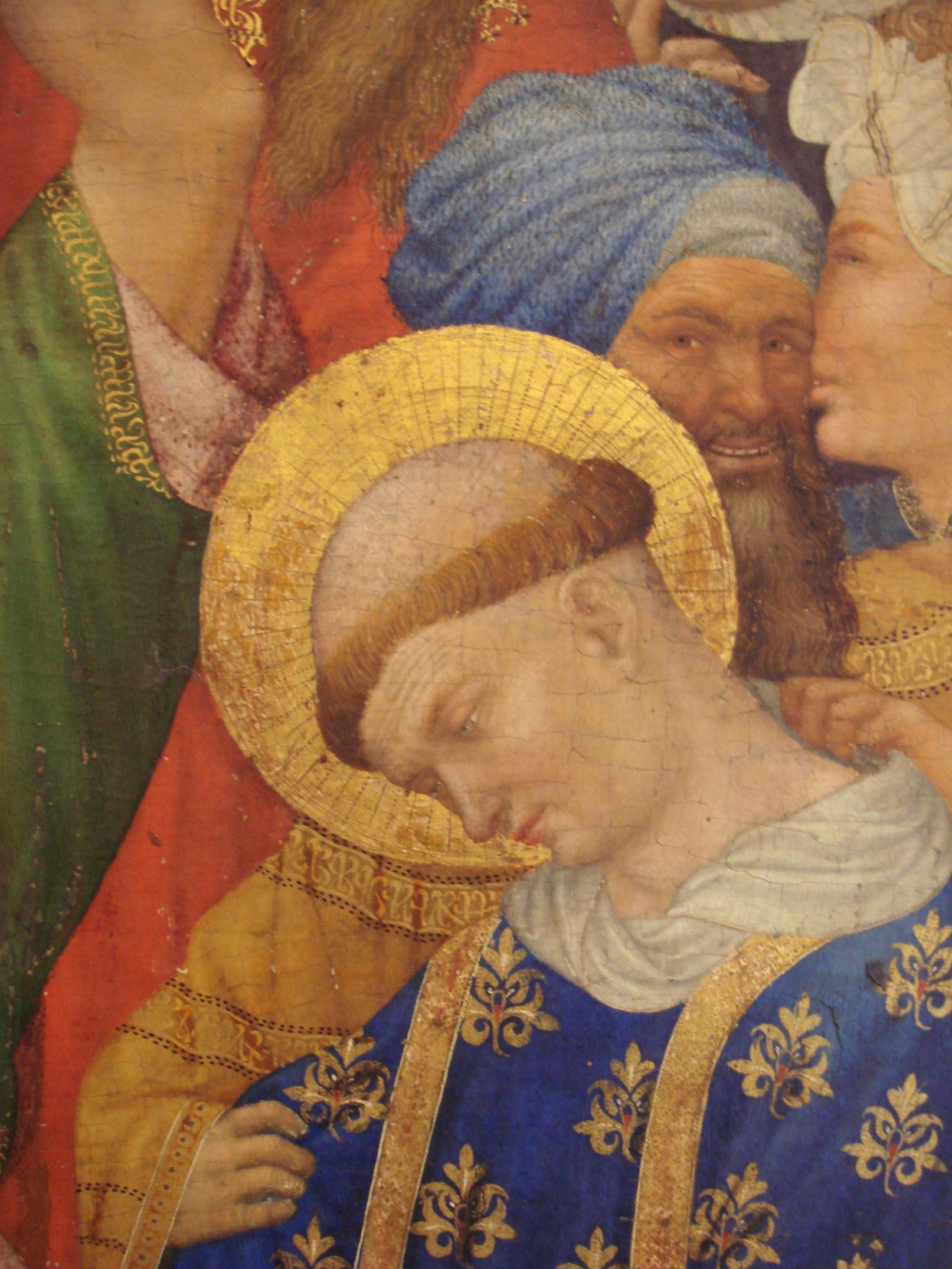
Prendas en pseudocúfico en el Retablo de Saint Denis de Henri Bellechose (c. 1415-1416)

Procedente de los Países Bajos meridionales trabajó para la familia real francesa. Fue nombrado pintor de la corte de Juan sin Miedo, Duque de Borgoña en Dijon y luego también por su sucesor, Felipe el Bueno.
Casi todas sus obras fueron encargos de los Duques de Borgoña, incluyendo su famoso Martirio de san Denis, para el cual el Ducado le proporcionó los materiales en mayo de 1415. Con Felipe el Bueno su obra se hizo ante todo decorativa, incluyendo encargos como escudos de armas para funerales, etcétera.
Bellechose tuvo un taller dinámico, que en su cenit estaba compuesto por ocho asistentes y dos aprendices. También por entonces, cerca de 1424, Bellechose se casó con Alixant Lebon, la hija de un notario.
En agosto de 1429 recibió su último encargo, pues exactamente un año después su nombre desaparece de las cuentas ducales. De hecho, el salario de Bellechose había disminuido en dos tercios desde 1426 y desde 1429 no le pagaron nada. Felipe el Bueno había trasladado entonces su centro administrativo a los Países Bajos y empleó como su pintor a Jan van Eyck. Lo último que se sabe de Bellechose fue que aún vivía en 1440, pero ausente de Dijon.

## Fuente
- «Bellechose, Henri». The Grove Dictionary of Art. Publicado por artnet, con permiso de Macmillan Publishers Limited. 2000. Consultado el 16 de abril de 2007.